# Католически ордени по българските земи
Монашеските католически ордени са духовни общества със специфична насоченост – мисия, заради която общността е създадена. Често мисията е отразена в девиза (мотото) на ордена. През 1568 г. папа Пий V задължава ордените да имат устави и въвежда тържествени обреди при постъпване на монаха или монахинята в общността. Ордените одобрени от папата се наричат конгрегенции. През вековете в България са действали над 20 католически ордена с различни мисии – образование, здравеопазване, социално подпомагане и др. Много български католици са духовно израснали в редиците на католически монашески ордени – епископ Петър Богдан е францисканец, епископ Винкенти Пеев – капуцин, a епископ Евгений Босилков – пасионист.
По времето на тоталитаризма чужденците-мисионери от католическите ордени са изгонени от България. На българите-членове на ордените им е било забранено да приемат нови членове в своите редици. Не им е разрешавано да развиват дейности извън църквите и манастирите. С годините членовете на монашеските ордени в България намаляват.
След промените през 1989 г. много от традиционните за България католически ордени възобновяват своите мисии в българските католически общности.

## От XVII до средата на XIX век
Общото за мисионерите, установили се по българските земи от XVII до средата на XIX век, е налагане на римокатолицизма главно сред павликянското население в Северна и Южна България. Някои от мисионерите не успяват да се приспособят към живота в Османската империя и техните мисии по българските земи търпят провал.

### Францискани
Мисионерите от Францисканския орден или мисионерите-фанцискани следват примера и учението на свети Франциск от Асизи. Орденът е одобрен от папа Инокентий III през 1209 г.
Съвременната католически църква в България води началото си от 1601 г., когато се създава Софийската епископия от папа Климент VIII, поверена на босненския мисионер от ордена на францисканците Петър Солинат. Първите епископи на католическите епархиите по българските земи са от редиците на мисионерите от този орден. За тази цел в Италия са обучавани българи. Изложена на преследванията на официалните османски власти след Чипровското въстание, францисканската мисия по българските земи постепенно губи силата си като тя е била бил удържана чак докъм края на ХVIII век.
Известни българи-францисканци са: Илия Маринов – първият българин избран за католически епископ; Филип Станиславов – български католически епископ, книжовник и културен деец; Павел Гайдаджийски – един от последните францискански епоскопи в България и др. Францисканският монах Блазиус Клайнер е написал „Историята на България“.
В началото на XVI в. папа Лъв X разделя Ордена на Обсерванти, Конвентуалци и Капуцини. По-късно последните два ордена ще установят нови мисии в България.

### Баптистини
Конгрегацията на Баптистините от Генуа или мисионерите на Св. Йоан Кръстител е създаден от Доменико Оливиери през 1750 г. в Рим и е утвърдена от папа Бенедикт ХIV на 23 септември 1755 г.
През 1751 г. Рим изпраща за глава на Никополската епархия епископ Никола Пулиези с трима мисионери от конгрегацията. През 1767 г. Пулиези е назначен за Дубровнишки епископ и на негово място дошъл Себастиан Канепа, от същия орден, но той не успял да управлява дълго; починал от простуда в село Ореш през януари 1769 г. Седем години след смъртта му епископската катедра стояла незаета. Месионерите-баптистините не успели да се приспособят към българските условия. Постепенно един след друг се разпилели, а други не били изпратени да ги сменят.
Оливиери умира в Генуа на 13 юни 1766 г. и обществото изчезва до края на века.

### Пасионисти
Орденът на пасионистите или „Конгрегацията на страстите на Исус Христос“ е създаден през 1720 г. от Свети Павел от Кръста. През 1725 г. папа Бенедикт XIII издава разрешение да се образува общество.
С благословията на папа Пий VI през 1781 г. към България поемат и през 1782 г. се установяват в село Трънчовица първите монаси – пасионисти, отците Франциск Ферери и Джакомо Сперандио. След като епископ Павел Дуванлията починал в Букурещ през 1804 г. за негов заместник бил назначен отец Франциск Ферери. Като се започне от епископ Ферери и се стигне до епископ Босилков, всички епископи на Никополската епархия са пасионисти. През 1840 г. е направен неуспешен опит да се разшири дейността на мисия в Южна България.
Мисионерите-пасионисти подпомагат българските католици с материални средства, като започнали да стоят църкви и енорийски домове. Епископ Иполито Агосто утвърждава Русе за седалище на епархията. В Русе е изградена катедрала, посветена на „Св. Павел от Кръста“, основателя на конгрегация. Там също организират семинария. През втората половина на XIX век пасионистите помагат да се организират католически колежи и училища в града.
Епископ Евгений Босилков е първият български епископ пасионист. Той е избран на тази длъжност на 26 юли 1947 г. Следващите две години са приети законите срещу Католическата църква в България – през 1948 г. е приет Закон за закриване на училищата в България, а през 1949 г. Закон за вероизповеданията, с който се забранява да свещенодействат в България свещеници-чужденци. Последните трябвало незабавно трябва да напуснат България, семинарията и колежите са затворени. Останал без свещеници, епископът моли да му бъдат изпратени духовници от Южна България. През 1952 г. епископ Босилков е арестуван и осъден на смърт по големия католически процес. С неговата смърт мисията на пасионистите в България е фактически унищожена.
През 1994 г. пасионистите се завръщат отново в България. Освен за катедралата „Свети Павел от Кръста“ в Русе, днес отците-пасионисти се грижат за двете енориите – „Рождение на Блажена Дева Мария“ и „Свети Антон Падуански (Белене)“ в Белене, и енориите в „Свети свети Кирил и Методий“ в Свищов, „Блажен Евгений Босилков“ в Габрово, „Непорочно зачатие на Дева Мария“ в Ореш и „Света Анна“ в Малчика.
Епископ Евгений Босилков е провъзгласен за блажен на католическата църква от папа Йоан Павел II на 15 март 1998 г. в Рим.

### Редемптористи
Конгрегация на „Светия Спасител“, орденът на редемптористи (спасителите) или орденът на лигуористите е основан от Св. Алфонс Мария де Лигуори в Неапол, Италия. През 1748 г. Алфонсос подава молба до папа Бенедикт XIV, за да му позволи да установи общност с цел подпомагане на духовните нужди на хората. През 1785 г. общността се разраства в австрийските, германските, полските и латвийските земи.
През 1836 г. Конгрегацията за пропаганда на вярата в Рим поверява Софийско-пловдивския диоцеза на ордена. Мисионерите-лигуористи, които идват в България са чехи. Те се опитват да въведат григориянския календар.
През 1836 г. епископ Иван Птачек – лигуорист успява да издейства султански ферман (разрешение) за построяване на църква в Пловдив. Така първата католическа църква в Пловдив е изградена през 1839 г. Орденът провеждат реформи и създават нови правила. Въвеждат публичните шествия из населените места –  алаите, хоровото пеене в църквата, задължават вярващите редовно да посещават празничните и неделни литургии. Монасите се борят против пиянството, което било много разпространено в Калъчлии, Балтаджии и Дуванлии. Епископът се е опитал да отстрани лихварството, което било много разпространено, като заплашвал лихварите с тежки църковни наказания. Той се съпротивлявал напълно на турците, да карат миряните да работят в празнични дни. Това не се харесало на турската власт, която изискала Рим да го отзове. Лигуористите напускат епархията през септември 1840 г.

### Капуцини
Орденът на капуцините е едно от разклоненията на францисканския орден. Орденът е основан през 1525 г. в Урбино, Италия от Матео Баси. Утвърден е през 1528 г. от папа Климент VII.
На 21 март 1841 г. в Пловдив на мястото на лигуористите пристигат четирима капуцини начело с Андреа Канова, който е назначен за префект на мисията. С него са били отците Венантий от Розара, Онуфрий Канесрифи и Теодор от Карали, по-късно към тях се присъединяват още Франческо Рейнауди и Едуард Валпа – всички италианци.
През 1843 г. Андреа Канова е назначен за апостолически наместник на Софийско-Пловдивската епархия, а през 1847 г. е издигнат в епископски сан. Tой успява да построи нова катедрала в Пловдив и масивни храмове във всички католически села. По инициатива на епископ Канова през 1863 г. в Пловдив се открива училище „Свети Андрей“. През 1866 г. е открито и девическо училище „Свети Йосиф“. След смъртта му през 1866 г. управлението на епархията е поверено на епископ Франческо Рейнауди. През 1870 г. Рейнауди основава в Пловдив сиропиталището „Св. Елисавета“.
След освобождението до епископ Рейнауди се допитвала Европейската комисия по изработването на Румелийския органически устав. Рейнауди е депутат „по право“ в Областното събрание на Източна Румелия и когато областното събрание започнало да работи, на три пъти бил избиран за негов почетен председател. За заслуги към бежанците и ранените руски войни бива награден от руския император с ордена „Света Ана“. През 1882 г. основава католическа болница в Пловдив.
Двадесет години по-късно успехът на капуцините в Пловдив е повторен в София от отец Тимотей Строна. Той посторява катедралата „Свети Йосиф“ през 1878 г. През същата година успява да построи малко жилище за мисионерите-капуцини. През август 1879 г. основава девическото училище „Свети Йосиф“ с помощта на сестрите-йосифинки. През 1881 г. с негова помощ е основано мъжкото училище „Св. св. Кирил и Методий“. През 1890 г. основава Международна католическа болница „Княгиня Клементина“. През 1905 г. наследникът на епископ Рейнауди – архиепископ Роберто Менини основава в София сиропиталището „Княгиня Надежда“.
През 1868 г. орденът откриват малка духовна семинария в Пловдив, с преобладаващ брой български семинаристи. Българи-капуцини достигнали до епископски сан са Винкенти Пеев завършил Ориенталския капуцински институт в Буджа, Турция и Симеон Коков – първият българин защитил докторат в престижния Папски източен институт през 1926 г. В Пловдив е изграден капуцински манастир и църквата „Дева Мария – Царица на ангелите“
Периодът между световните войни може да бъде определен като „апогея“ в историята на католическата книжнина в България като основна заслуга за това има капуцина Дамян Гюлов, създателя на издателство „Добрият печат“. През 1924 г. по инициатива на отец Козма Гюлов в село Калучлии започва строежът на болница – първата болница в католическо село.
Отците Флавиан Манкин и Фортунат Бакалски са убити от новата власт след 9 септември 1944 г. По време на католическите процеси през 1952 г. много от останалите в България капуцини са осъдени на лишаване от свобода за различни периоди от време. Капуцините преустановяват своята организирана дейност по времето на тоталитаризма. От повече от 35 капуцини неколцина капуцини в България доживяват до промените след 1989 г. – отците Франц Нонов, Тимотей Зайков и др. Отците Йосиф Търновалийски, Чечилио Делянин, Никола Гечев и др. се прибират от Италия.
На 14 септември 1992 г. при автомобилна катастрофа загиват четирима отци-капуцини Зайков, Търновалийски и италианският свещеник Алойз Ребенщейнер, а отец Делянин изпада в кома, от която не се събужда. След тази загуба в помощ на мисията през 1993 г. в България пристигат братя-капуцини от Полша.
Освен за манастира в Пловдив, днес отците-капуцини се грижат за енорията „Свети Йосиф“ и параклиса „Благовещение Господне в София и енориите „Дева Мария Богородица“ в Бургас и „Свети Франциск Асизки в Белозем.
Беатификационият процес на отците-капуцини Флавиан Манкин и Фортунат Бакалски (заедно с този на епископ Иван Романов) е започнал на 17 ноември 1998 г. и от тогава те носят титлата „Божи слуга“.

## От средата на XIX до средата на XX век
Католическите ордени, установени по българските земи след средата на XIX век, разширяват своята база извън традиционните римокатолически корени и започват да работят със зародилото се българско униатство. През този период пасионистите и капуцините ревностно пазят от новите мисии своите сфери на влияния – главно общностите с павликянски наследници. Съществуват остри противоречия между мисионерите от тези два ордена, ръководещи северната и южната епархии, и мирските свещеници в тях.

### Лазаристи
Орденът на лазаристите е основан от Св. Викенти от Пола в Париж през 1625 г. Конгрегацията е утвърдена от папа Урбан VIII на 12 януари 1632 г. През 1776 г. е основана източната мисия на обществото в Цариград.
През 1854 г. лазаристите основат своя мисия в Солун, а след две години и в Битоля. Целта на новите мисии е да разпространява униатството сред българите в македонските земи. Начално училище на ордена е открито още през 1859 г. в Солун. Заедно с преподаването на български език в училището се преподава и френски. През 1864 г. училището е преместено е в местността Зейтинлък. През 1886 г. то прераства в гимназия – Солунска българска семинария. Гимназията привлича главно деца от униатски семейства от Южна Македония.
След Балканските войни Егейска Македония попада в Гърция. Българското учебно дело – православно и католическо – е унищожено. Голяма част от българите мигрират в България. С това мисията на лазаристите в Южна Македония и Солун е прекратена.

### Възкресенци
Обществото на възкресенците е основано в Париж, на 17 февруари 1836 г. от Богдан Янски – полски емигрант.
През 1861 г. папа Пий IX се обръща към общността с молба да основе мисия в българските земи, където вече е подписана уния с българите. През пролетта на 1863 г. първите възкресенци пристигат в Цариград и след няколко месеца се установяват в Одрин. Там те организират първото училище, което с времето се превръща в Българо-католическа гимназия.
Възкресенците също обслужват и различни енории по българските земи – една от тях е униатска общност „Света Троица“ в Малко Търново, обслужвана от тях след 1866 г. След опожаряването на Стара Загора по време на Руско-турска война, хиляди бежанци се стичат в Одрин и намират препитание и подкрепа при възкресенците. Много деца са учат за по-кратко или за по-дълго време в тяхното училище. Така в града постепенно възниква подходяща почва за дейности на ордена. През 1899 г. предстоятелят на мисията в Одрин и директор на гимназията Август Мозер основава в Стара Загора енория, която престава да съществува непосредствено след Първата световна война. Първият българин-възкресенец отец Константин Кертев е родом от Стара Загора.
Дейността на мисията е спряна по времето на тоталитаризма. През 1983 г. архимандрит Купен Михайлов обобщава своите изследвания за възкресенците в ръкописа „Записки за мисията на отците възкресенци в Малко Търново“, издаден години по-късно.
През 1992 г., в Малко Търново пристигна отец Роман Котевич от Полша. Днес освен за християните в Малко Търново, отците възкресенци се грижат за енориите „Успение Богородично“ в Бургас, „Непорочно зачатие на Дева Мария“ във Варна и „Скръбна Божия Майка“ в Шумен.

### Успенеци
Конгрегацията на успенците е основана 25 декември 1845 г. от отец Емануел Д'Алзон – главен викарий на диоцеза в град Ним, във Франция и директор на колежа Успение Богородично (оттук идва и името на конгрегацията – Успенци). Покровител на обществото е Св. Августин и за това понякога те са наричани августино-успенеци.
През 1862 г. папа Пий IX поверява на успенците специална мисия в Ориента с главна цел да работят за разпространението на унията. Първата база на успенците е създадена през 1863 г. в Одрин, където с течение на времето се сдобиват с две църкви, една болница, три училища и една духовна семинария. През януари 1864 г. отец Викторин Галабер – основателят на мисията на отците-успенци в България, подпомогнат от епископ Андреа Канова, създава в Пловдив началното училище „Св. Андрей“. Отец Галабер е богословски съветник на епископ Рафаил Попов.
Отците-успенци създават енорията „Възнесение Господне“ в Пловдив през 1883 г. и основават колежа „Свети Августин“ в Пловдив през 1884 г. и колежа „Свети Михаил“ във Варна през 1899 г. След закриване на колежите през 1948 г. успенците-преподаватели са принудени да напуснат България и тяхната мисия е закрита през 1952 г.
Използвайки своите позиции във Франция, отците-успенци помагат на България два пъти да има по-добри условия на мирните преговори след двете световни войни. Заслуги за това имат успенците Жерве Кенар и Херман Гислер – преподаватели в Пловдивския колеж – при преговорите на Ньойския мирен договор през 1919 г. и отец Озон Дампера, който участва в българската делегация на Парижката мирна конференцията през 1947 г.
През 1952 г. по така наречените католически процеси трима успенци Камен Вичев, Павел Джиджов и Йосафат Шишков са осъдени на смърт и други десет – с лишаване от свобода на различни срокове. Отците Вичев, Джиджов и Шишков са разстреляни в Софийския затвор.
На 20 декември 1973 в София епископ Методий Стратиев приема отец Георги Вичев в лоното на успенците и той приема името Велик и званието архимандрит.
През 1994 г. мисията се завръща официално в България. При посещението на папа Йоан-Павел II през 2002 г. в България, отците-успенци Камен Вичев, Павел Джиджов и Йосафат Шишков са провъзгласени за блажени по време на литургията, отслужена от папата в Пловдив. Освен за Пловдивската източнокатолическа енория, днес отците-успенци се грижат за енориите „Успение Богородично“ в Покрован и „Света Троица“ в Куклен.

### Йосифинки
Девическата конгрегация Св. Йосиф на Явлението е основана на 25 декември 1832 г. в Гаяк департамента Тарн, Франция от Емили дьо Виалар, която става една от най-известните представителки на френското католическо мисионерство през ХIХ в.
За първи път йосифинките стъпват на Балканите през 1855 г., когато създават мисионерска станция в Атина. През 1866 г. монахини откриват своя мисия в Пловдив и основават девическото училище „Свети Йосиф“. По покана на отец Тимотей Строна монахини от мисията в Марсилия пристигат през октомври 1879 г. в София и там основават девическото училище „Свети Йосиф“. Монахини от общността се установяват в Бургас през 1891 г., където също откриват девическо училище – „Свети Йосиф“.
След затваряне на колежите през 1948 г. сестрите-йосифинки са принудени да напуснат България. През 1996 г. монахини от конгрегацията се завръщат в България и установяват своя мисия в Белене. В Пловдив сестра Мариана Караколева организира детска градина и фондация „Св. Йосиф“, имаща за цел да обучава на френски език деца в неравностойно положение.

### Облатки
На 23 май 1865, отец Емануел Д'Алзон, основателят на обществото на отците-успенци, благославя нова мисия близо до Виган, Южна Франция. Тя е посветена на „Света Богородица на България“ и в нея се настаняват първите шест монахини-облатки. Въпреки семейните усложнения и след много колебания, майка Емануел-Мари Коренсон приема да бъде съоснователка. Така се създава Конгрегацията на Сестрите Облатки-Успенки.
Три години след това, на 24 май 1868 г., пет монахини-облатки тръгват за Одрин и се заемат със създаване на аптека и клиника. В Одрин те създават основно училища за девойки „Св. Елена“. През 1890 г. в Русе пристигат монахини-облатки, където правят опит да установят мисия и създадат колеж. През 1897 г. те се преместват във Варна и откриват девическо училище с пансион „Свети Андрей“.
Днес монахините-облатки имат мисия в Пловдив.

### Пасионистки
Обществото на Сестрите Пасионистки на Св. Павел от Кръста е създадено през 1815 г. във Флоренция, Северна Италия от маркиза Мария Магдалена Фрескобалди – Каппони.
Ирландски монахини-пасионистки пристигат в Русе през 1874 г. и започват да се грижат за девическото училище. След Руско-турската война, по време на която се оттеглят в Румъния, те се завръщат и подновяват своята образователна и възпитателна дейност. През 1890 г. те напускат България.
От 2005 г. сестрите са отново в Русе и подкрепят католиците в града чрез различни инициативи.

### Викентинки
Обществото на милосърдните сестри на свети Винкенти от Паула е основано през 1633 г. от Свети Викенти дьо Пол – френски свещеник и Свети Луиз дьо Марийяк – вдовица. Тяхната сфера на дейност е образованието и здравеопазването.
През 1881 г. сестри от загребската провинция на обществото започнат своята дейност в Одрин. Те поддържат девически педагогически лицей „Мария Лурд“. Последни три класа са с педагогически профил. Сестрите помагат на ранените в Балканските войни през 1912 – 1913 г. През 1930 г. заради промени в законодателството в Турция, те напускат Одрин.
През 1896 г. Международната католическа болница в Пловдив е поверена на сестрите-викентинки. Те обслужват болницата до 1949 г. Те също обслужват сиропиталището „Св. Елисавета“ в Пловдив, преименувано на „Княгиня Евдокия“. В Пловдив са били известни като Елисаветки.
През 1905 г. монахини от ордена пристигат в София. Там отварят гимназия „Санкта Мария“, сиропиталище „Княгиня Надежда“, интернат и детска градина. През 1907 г. сестрите пристигат в Малко Търново и се грижат за девическото училище.
През януари 1953 г. са задържани 3 монахини викентинки от сиропиталището „Княгиня Евдокия“.в Пловдив, обвинени в събиране на шпионски сведения и предаването им на генералната настоятелка на конгрегацията в Загреб.
От 1946 – 1987 сестрите работят в енорията в Белене. През 1958 – 1959 годината са приети 4 монахини в обществото на сестрите викентинки.
След 2000 г., сестри-викентинки работят в Бърдарски геран и Коматево.

### Братя на християнските училища
Конгрегацията братя на християнските училища (наричани от техните възпитаници в България фреровете) е основана от Жан-Батист де ла Сал във Франция на 25 май 1684 г. Де ла Сал се счита за един от основателите на съвременната педагогика, защото през 1685 г. създава специализирано училище за подготовка на учители.
Противоречия между монасите-капуцини и монасите-успенци в София, води до поемането на управлението на френския колеж „Свети Кирил и Методий“ в София от монасите-фрерове през 1885 г. По-късно монаси от същия орден поемат и управлението на мъжкото католическо училище в Русе. По време на тяхното пребиване в Българидя до закриване на колежа през 1948 г., те не са приели нито един българин в редовете си.

### Сионки
Конгрегацията на Дева Мария от Сион е основана през 1843 г. от Мария Теодор Ратисбон. През 1856 г. основават училище в Цариград.
През 1896 г. френски монахини-сионки се установяват в Русе. През 1897 г. те основават девически колеж „Нотър Дам Де Сион“ с пансион. Монахините също се грижат за съществуващото девическо училище „Света Мария“, създадено преди това от монахини-пасионистки през 1874 г. Сионките запазват преподаването на български, френски и немски език и в двете учебни заведения. След закриване на католическите училища през 1948 г. монахините напускат България.

### Евхаристинки
Общността сестри Евхаристинки е основана в Солун на 21 април 1889 година от брат и сестра – отец Йосиф Алоати – лазарист и сестра Христина – Еврозия Алоати, италианци от Торино. Общността работи в сферата на благотворителността и просветната дейност. Организацията е сходна на общността на сестрите викентинки. През 1892 г. сестрите пренасят центъра си в село Палюрци, където са открити сиропиталище и училища, а за по-отраснали – ателиета за шев и бродерия, както и земеделско училище за момчета.
След Първата световна война евхаристинките се преместват в София, където отново откриват сиропиталище „Княгиня Евдокия“ за момичета и се занимават с тяхното възпитание и образование. През 1948 година сиропиталището им е отнето.
През 2005 г. е построен манастир на сестрите в София – „Свети Йоан XXIII“, където е установено Генералното управление на монашеската общност за всички сестри от България и Република Македония. В България има евхаристични домове към енориите с униатски общности, наследници на македонски бежанци – „Света Троица“ в Куклен, „Успение Богородично“ в Покрован и „Успение Богородично“ в Ново Делчево.

### Кратко пребиваващи общности в Северна България
В началото на XX в. епископ Анри Дулсе кани монахини-доминиканки и братя на Блажена Дева Мария за нуждите на католическите училища в епархията си. През 1903 г. от Франция в България пристига монахини доминиканки, които се занимават с католическо училище в Свищов. След две години мъжко католическо училище в Русе е поверено на монаси от конгрегацията братя на Блажена Дева.

### Милосърдните сестри от общността Светия Кръст
Kонгрегацията Светия Кръст е основана през 1844 г. в Менцинген, кантона Цуг, Швейцария от сестра Бернарда Хеймгартнер.
Католическата болница „Княгиня Клементина“ е поверена на монахини от ордена. След национализиране на болницата, монахините се връщат в Швейцария.

### Бенедиктинки
Общността е създадена под името „Бенедиктински мисионерски съюз“ през 1885 г. в Райхенбах, Германия от отец Андреас Амрайн.
През 1914 г. в Ендже пристигат четири сестри-бенедиктинки (една учителка, една земеделка, една медицинска сестра и една шивачка) по поръчка на Бенедиктинския мисионерски орден от Тутцинг, Бавария. Те поставят началото на манастирската общност „Пресвето Сърце Исусово“ и откриват частно католическо немско основно училище „Св. Йосиф“ и забавачница. По-късно мисията се разраства. В Бърдарски геран монахините основават манастира „Свети Ангели“ и откриват начално училище, а в Драгомирово – манастира „Св. Алоис“ и забавачница. През 1932 г. към основното училище в Ендже се организира прогимназиално отделение.
По време на втората световна война немските общности се завръщат в Германия. На 3 септемвири 1944 г. немските сестри-бенедиктинки напускат манастирите малко преди идването на съветските войски. В манастира в Царев Брод отстава българските монахини и две немски сестри
През 1950 г. в манастирските постройки е открита болница за психично болни и сестрите имат възможност да работят като милосърдни сестри. През 1953 г. цялото движимо и недвижимо имущество на манастира е национализирано, включително и земеделски имоти.
След разпадането на тоталитаризма през 1989 г. дейността на манастира „Пресвето сърце Исусово“ е възобновена. През 1992 г. от Германия идват две сестри. След успешното възстановяване на мисията си в Царев брод, сестрите-бенедиктинки откриват своя мисия в кв. Секирово към гр. Раковски, където през 2006 г. е осветен нов манастир „Сестри Бенедиктинки от Тутцинг“.

### Конвентуалци
Ордена на Малките Братя Конвентуалци е един от трите Ордена на папското право, които днес съставляват Францисканското семейство. През 1274 г. между „братята на общността“ и „спиритуалните братя“ настъпва различна интерпретация на францисканския начин на живот, наследен от св. Франциск. Така се стига до разделяне на францисканския орден.
Началото на дейността на ордена в България е свързано с отец Йосиф Кривчев. По заповед на Генералния настоятел през 1923 г. се връща в България и събира младежите, които желаят да встъпят в Ордена. Към конвентуалския манастир в цариградското предградие Бююк дере е открита семинария, специално предназначена за българи. По това време там се подготвят десетина деца, главно от павликянските села край Пловдив. През 1929 г. учебното заведение е закрито, а семинаристите са прехвърлени в Асизи
в Италия, където в следващите години пристигат новите кандидати на ордена. В навечерието на Втората световна война първите българи конвентуалци се връщат в България и се включват активно в живота на Католическата църква, но не в диоцеза на Софийско-Пловдивската епархия, а като енорийски свещеници в униатски села. Много от новите семинаристи остават зад граница след завършването си поради смяна на политическата система в България.
Отците Йосиф Кривчев, Петър Сарийски, Иван Гаджов и Недялко Романов са живеели в България между 1950 и 1990 г. През 80-те години отците Кривчев и Романов започват обучение за приемане в орденана на Петко Христов – бъдещ епископ на Никополската епархия. След 1990 г. в България се завръщат отците-конвентуалци Максимилиян Балабански, Георги Арлашки, Симеон Луков и Георги Елдъров. Тяхното завръщане е свързано също така с липса на свещеници. Те канят полските конвентуалци да се присъединят към тях в България. От 1998 г. започват да пристигат монаси от различни полски провинции на ордена. На 8 май 2010 г. е ръкоположен отец Венцислав Николов, родом от Пловдив. В България се завръщат всички български францисканци, единствено в Асизи остава отец Владимир Пенев.
Освен за манастира „Свети Максимилиян Колбе“ в град Раковски, конвентуалците се грижат за църквата „Дева Мария от Фатима“ в Плевен.

### Францисканки
През 1931 г. монахини-францисканки пристигат в Пловдив с намерение да се включват с обучение в училището „Св. Андрей“. Скоро училището е затворено и те започват да се грижат за децата в детския дом „Царица Йоана“, построен от царица Йоана от Савоя. През 1949 година сестрите са принудени да напуснат България и се завръщат в Италия. В България остават две сестри българки.
През 1992 година, след падането на комунистическия режим, сестрите се завръщат в България и развиват пасторална дейност. През 1994 г. е построен техния манастир „Света Елисавета“ в град Раковски.

### Кармелитки
Босоногите монахини от Ордена на Блажена Дева Мария от планина Кармил принадлежат към монашеско семейство, създадено през XII в. в Палестина и е реформиран през XVI в. от Свети Тереза от Исус и Свети Йоан от Кръста. Орденът добива и свой женски клон през втората половина на XV в. в Холандия, признат официално от папа Николай V на 7 октомври 1452 г.
През 1935 г. в България се установяват пет монахини кармелитки. Дотогава тяхната общност пребивава в Цариград, но промените в законодателството на Турция правят невъзможно по-нататъшното им оставане там. Със съдействието на архиепископ Анджело Джузепе Ронкали, който по това време е апостолически делегат в Цариград, и със съгласието на епископ Кирил Куртев, кармелитките пристигат в София. През 1940 г. сестрите кармелитки се установяват в закупен имот до църквата „Св. Франциск“ в София.
През 1952 г. всички сестри са арестувани и подложени на строги разпити. Настоятелката прекарва повече от петдесет дни в затвора, след което е експулсирана. Имотите на манастира са конфискувани. През 1958 г. монахините се настаняват да живеят в църквата „Св. Франциск“, преграждайки килии върху трибуната.
Строителството на нов кармелитски манастир в местността „Малинова долина“ в София започва през 1996 г. През 2002 г. е завършена основната сграда. Църквата към манастрира „Свети Дух“ е завършена през 2013 г.

## В края на XX и началото на XXI век
След падане на тоталитаризма забраната за пребиване на религиозни мисионери в България отпада. В края на XX и началото на XXI в. в България пристиган нови мисионерски ордени.

### Салезиани
Общността „Салезианите на Дон Боско“ е основана в средата на XIX в. от свети Иван Боско. Салезианите живеят в своето монашество като свещеници или като коадютори (братя монаси). Мисията на монашеското общество е свързана с възпитанието на децата и младежите.
В България салезианите живеят от 1994 г. Седалището им е в град Казанлък, като обществото им наброява 7 монаха – трима в Казанлък, трима в Стара Загора и един в Ямбол, както и няколко доброволеца. Освен работата с деца, салезианите обслужват 5 енории и помагат в социалната дейност. Монасите от ордена стопанисват църквите „Свети Йосиф“ в Казанлък, „Блажен Евгений Босилков“ в Габрово, „Свети Кирил и Методи“ в Ямбол, „Свети Кирил и Методий“ и „Дева Мария – Помощница на християните“ в Стара Загора.

### Терезинки
Общността на блажена Майка Тереза от Калкута или мисионерки на милосърдието е основана на 7 октомври 1950 г. в архиепископията на Калкута, Индия. На 1 февруари 1965 г. общността получаваме папски статус, който поставя конгрегацията директно под властта на папата.
През 1994 г. общността открива първата си мисия във Варна и първия манастир на ордена в България до параклиса „Свети Архангел Михаил“, със столова за социално слаби и безработни, стари, изнемощели и болни хора под грижите на сестрите от ордена. По-късно е открита мисия в Пловдив, през 2012 г. в София, а на 8 декември 2022 г. и в Плевен.

### Кармелитани
Названието на ордена на босоногите кармелитани на Блажена Дева Мария от планина Кармил идва от библейската планина Кармил. През 1155 г. в планината се заселват рицари от първите кръстоносни походи. Първияи кармилски манастир е основан през 1156 г. През 1209 г. Йерусалимския патриарх Алберт утвърждава монашеската общност. През 1247 г. папа Инокентий IV одобрява ордена. Присъствието на отците кармелити в България е тясно свързано с молитвите на сестрите кармелитки. Сестрите кармелитки още от началото на своето пристигане в България имат желание тук да дойдат и техните братя кармелити, за да им бъдат духовна подкрепа.
На 21 ноември 2002 г. пристигат двама отци кармелитани от Загреб в София. Те се настаняват в бившия манастир на монахините-кармелитки в София. Общността обслужва църквата „Свети Франциск от Асизи“. През 2021 г. мисията им в София е закрита.

## Мирски свещеници
Католическите свещениците, който принадлежат на конкретната епархия или екзархия, се наричат мирски свещеници. Повечето от мирските свещеници имат средно духовно образование, получено в католическа семинария в Италия, Османската империя, България или в други западни католически страни. За разлика от тях висшето духовенство – архиепископи, епископи, екзарси и архимандрити – са завършили след семинарията висша духовна институция. Висши духовни образователни институции не е имало по българските земи. От редиците на католическите мирски свещеници има пламенни родолюбци като отците Йосиф Стойков и Карл Раев и българи с развито националистическо чувство като отец Станислав Петров.